# Premi Emmy 1977
La cerimonia della 29ª edizione dei Primetime Emmy Awards (29th Primetime Emmy Awards) si è tenuta al Pasadena Civic Auditorium di Pasadena (California) l'11 settembre 1977.
La cerimonia fu presentata da Angie Dickinson e Robert Blake.

## Primetime Emmy Awards
Per le candidature, furono presi in considerazione i programmi trasmessi tra il 16 marzo 1976 e il 13 marzo 1977.

### Migliore serie televisiva drammatica
- Su e giù per le scale (Upstairs, Downstairs)
- Baretta
- Colombo (Columbo)
- In casa Lawrence (Family)
- Sulle strade della California (Police Story)

### Migliore serie televisiva comica o commedia
- Mary Tyler Moore
- Arcibaldo (All in the Family)
- Barney Miller
- The Bob Newhart Show
- M*A*S*H

### Miglior miniserie
- Radici (Roots)
- The Adams Chronicles
- I boss del dollaro (Arthur Hailey's The Moneychangers)
- Capitani e re (Captains and the Kings)
- Madame Bovary

### Miglior speciale commedia o drammatico
- Eleanor and Franklin: The White House Years
- Sybil
- 21 ore a Monaco (21 Hours at Munich)
- Il caso Lindbergh (The Lindbergh Kidnapping Case)
- Harry S. Truman: Plain Speaking
- I leoni della Guerra (Raid on Entebbe)

### Migliore attore in una serie drammatica
- James Garner – Agenzia Rockford (The Rockford Files)
- Robert Blake – Baretta
- Peter Falk – Colombo
- Jack Klugman – Quincy (Quincy M.E.)
- Karl Malden – Le strade di San Francisco

### Migliore attore in una serie comica o commedia
- Carroll O'Connor – Arcibaldo
- Jack Albertson – Chico and the Man
- Alan Alda – M*A*S*H
- Hal Linden – Barney Miller
- Henry Winkler – Happy Days

### Miglior attore protagonista in una miniserie
- Christopher Plummer – I boss del dollaro
- Stanley Baker – Com'era verde la mia valle (How Green Was My Valley)
- Richard Jordan – Capitani e re
- Steven Keats – Settima Strada (Seventh Avenue)

### Miglior attore protagonista in uno speciale commedia o drammatico
- Ed Flanders – Harry S. Truman: Plain Speaking
- Peter Boyle – Tail Gunner Joe
- Peter Finch – I leoni della guerra
- Edward Herrmann – Eleanor and Franklin: The White House Years
- George C. Scott – Beauty and the Beast

### Migliore attore protagonista di un singolo episodio in una serie drammatica o comica
- Louis Gossett Jr. – Radici | Seconda parte
- John Amos – Radici | Quinta parte
- LeVar Burton – Radici | Prima parte
- Ben Vereen – Radici | Quarta parte

### Migliore attrice in una serie drammatica
- Lindsay Wagner – La donna bionica (The Bionic Woman)
- Angie Dickinson – Pepper Anderson agente speciale (Pepper Anderson)
- Kate Jackson – Charlie's Angels
- Michael Learned – Una famiglia americana (The Waltons)
- Sada Thompson – In casa Lawrence

### Migliore attrice in una serie comica o commedia
- Beatrice Arthur – Maude
- Valerie Harper – Rhoda
- Suzanne Pleshette – The Bob Newhart Show
- Jean Stapleton – Arcibaldo
- Mary Tyler Moore – Mary Tyler Moore

### Miglior attrice protagonista in una miniserie
- Patty Duke – Capitani e re
- Dori Brenner – Settima Strada
- Susan Flannery – I boss del dollaro
- Eva Marie Saint – Alla conquista del West (How the West Was Won)
- Jane Seymour – Capitani e re

### Miglior attrice protagonista in uno speciale commedia o drammatico
- Sally Field – Sybil
- Jane Alexander – Eleanor and Franklin: The White House Years
- Susan Clark – Amelia Earhart
- Julie Harris – The Last of Mrs. Lincoln
- Joanne Woodward – Sybil

### Migliore attrice protagonista di un singolo episodio in una serie drammatica o comica
- Beulah Bondi – Una famiglia americana | Episodio: The Pony Cart
- Susan Blakely – Il ricco e il povero | Primo capitolo
- Madge Sinclair – Radici | Quarta parte
- Leslie Uggams – Radici | Sesta parte
- Jessica Walter – Le strade di San Francisco | Episodio: Til Death Us Do Part

### Migliore attore non protagonista in una serie drammatica
- Gary Frank – In casa Lawrence
- Noah Beery – Agenzia Rockford
- David Doyle – Charlie's Angels
- Tom Ewell – Baretta
- Will Geer – Una famiglia americana

### Migliore attore non protagonista in una serie comica o commedia
- Gary Burghoff – M*A*S*H
- Edward Asner – Mary Tyler Moore
- Ted Knight – Mary Tyler Moore
- Harry Morgan – M*A*S*H
- Abe Vigoda – Barney Miller

### Migliore attore non protagonista di un episodio singolo in una serie drammatica o comica
- Edward Asner – Radici
- Charles Durning – Capitani e re
- Moses Gunn – Radici
- Robert Reed – Radici
- Ralph Waite – Radici

### Miglior attore non protagonista in uno speciale commedia o drammatico
- Burgess Meredith – Tail Gunner Joe
- Martin Balsam – I leoni della Guerra (Raid on Entebbe)
- Mark Harmon – Eleanor and Franklin: The White House Years
- Yaphet Kotto – I leoni della Guerra
- Walter McGinn – Eleanor and Franklin: The White House Years

### Migliore attrice non protagonista in una serie drammatica
- Kristy McNicol – In casa Lawrence
- Meredith Baxter Birney – In casa Lawrence
- Ellen Corby – Una famiglia americana
- Lee Meriwether – Barnaby Jones
- Jacqueline Tong – Su e giù per le scale

### Migliore attrice non protagonista in una serie comica o commedia
- Mary Kay Place – Mary Hartman, Mary Hartman
- Georgia Engel – Mary Tyler Moore
- Julie Kavner – Rhoda
- Loretta Swit – M*A*S*H
- Betty White – Mary Tyler Moore

### Migliore attrice non protagonista di un episodio singolo in una serie drammatica o comica
- Olivia Cole – Radici
- Sandy Duncan – Radici
- Eileen Heckart – Mary Tyler Moore
- Cicely Tyson – Radici
- Nancy Walker – Rhoda

### Miglior attrice non protagonista in uno speciale commedia o drammatico
- Diana Hyland – The Boy in the Plastic Bubble
- Ruth Gordon – Il grande Houdini (The Great Houdini)
- Rosemary Murphy – Eleanor and Franklin: The White House Years
- Patricia Neal – Tail Gunner Joe
- Susan Oliver – Amelia Earhart

### Migliore regia per una serie drammatica
- Radici – David Greene
- The Adams Chronicles – Fred Coe
- Radici – Marvin J. Chomsky
- Radici – John Erman
- Radici – Gilbert Moses

### Migliore regia per una serie comica o commedia
- M*A*S*H – Alan Alda
- Arcibaldo – Paul Bogart
- M*A*S*H – Joan Darling
- M*A*S*H – Alan Rafkin
- Mary Tyler Moore – Jay Sandrich

### Miglior regia per uno speciale commedia o drammatico
- Eleanor and Franklin: The White House Years – Daniel Petrie
- Helter Skelter – Tom Gries
- Il giudice Horton (Judge Horton and the Scottsboro Boys) – Fielder Cook
- I leoni della Guerra – Irvin Keshner
- Tail Gunner Joe – Jud Taylor

### Migliore sceneggiatura per una serie drammatica
- Radici – William Blinn, Ernest Kinoy
- The Adams Chronicles – Roger O. Hirson
- The Adams Chronicles – Tad Mosel
- Radici – M. Charles Cohen
- Radici – James Lee

### Migliore sceneggiatura per una serie comica o commedia
- Mary Tyler Moore – James L. Brooks, Allan Burns, Stan Daniels, Bob Ellison, David Lloyd, Ed. Weinberger
- Barney Miller – Danny Arnold, Tony Sheehan
- M*A*S*H – Alan Alda
- Mary Tyler Moore – David Lloyd
- Mary Tyler Moore – Earl Pomerantz

### Migliore sceneggiatura originale per uno speciale commedia o drammatico
- Tail Gunner Joes – Lane Slate
- The Boy in the Plastic Bubble – Joe Morgenstern, Douglas Day Stewart
- Eleanor and Franklin: The White House Years – James Crostigan
- I leoni della Guerra – Barry Beckerman
- La lunga notte di Entebbe (Victory at Entebbe) – Ernest Kinoy

### Migliore sceneggiatura non originale per uno speciale commedia o drammatico
- Sybil – Stewart Stern
- Il giudice Horton – John McGreevey
- Harry S. Truman: Plain Speaking – Carol Sobieski
- Una nuova vita (A Circle of Children) – Steven Gethers
- L'uomo dalla maschera di ferro (The Man in the Iron Mask) – William Bast